# Bharuch
Bharuch – miasto w Indiach, w stanie Gudźarat. W 2011 roku liczyło 223 647 mieszkańców.
W mieście rozwinął się przemysł spożywczy szklarski, rzemieślniczy oraz bawełniany.